# Pastor Vega
Pastor Vega Torres (L'Havana, Cuba, 12 de febrer de 1940 - juny del 2005) fou un director de cinema i de teatre. Va ser integrant de l'acadèmia Teatre Estudi, que dirigien Vicente i Raquel Revuelta. Des de 1960 es vincula a l'ICAIC com a assistent de direcció. En 1961, abandona Teatre Estudi i es dedica per complet al cinema. Va ser fundador, en 1979, del Festival Internacional del Nou Cinema Llatinoamericà de l'Havana sent a més el seu director en les primeres dotze edicions. Va fundar, igualment, l'Escola Internacional de Cinema i Televisió de San Antonio de los Baños.
Com a director, un dels seus llargmetratges de ficció més destacats va ser Retrato de Teresa, estrenat en 1979 a ,'11è Festival Internacional de Cinema de Moscou. que comptaria amb una gran actuació de Daisy Granados (reconeguda amb diversos premis) i un gran acolliment del públic i de la crítica; aquest llargmetratge rebria diversos premis, entre ells, l'Esment especial del Jurat en l'IX Festival Internacional de Cinema de Huelva i el premi Índia Catalina d'Or al Festival Internacional de Cinema de Cartagena de Indias, Colòmbia. Igualment, va ser molt popular el llargmetratge Las profecías de Amanda, mereixedor del premi al Millor Film en el Festival de Cinema de Cremona, Itàlia.

## Filmografia
- La Guerra (1961) - Documental
- Alicia en los países maravillosos (1962) - Documental
- Oportunidades (1963) - Documental
- Hombres del cañaveral (1965) - Documental
- En la noche (1965) - Ficción
- La familia de un hombre (1966) - Documental
- Los mejores (1966) - Documental
- La canción del turista (1967) - Documental
- De la guerra americana (1969) - Ficción
- ¡Viva la República! (1972) - Documental
- La Quinta Frontera (1974) - Documental
- No somos turistas (1974) - Documental
- Retrato de Teresa (1979) - Ficció
- Habanera (1984) - Ficció
- Amor en campo minado (1987) - Ficció
- En el aire (1989) - Ficció
- Vidas paralelas (1993) - Ficció
- Entrevista con el asesino (1994) - Ficció
- Las profecías de Amanda (1999) - Ficció
- Juegos de odio (2002) - Ficció